# Construccions de pedra seca (Cervià de les Garrigues)
Les Construccions de pedra seca és una obra del municipi de Cervià de les Garrigues (Garrigues) inclosa en l'Inventari del Patrimoni Arquitectònic de Catalunya.

## Descripció
És una cabana de volta orientada cap al nord-oest, feta aprofitant la inclinació d'un coster. Avui està coberta de vegetació. Està feta de grans pedres irregulars sense desbastar, a excepció de les de la llinda, més grans i ben escairades. No té finestres, només la porta, lleugerament desplaçada al lateral esquerre per tal de facilitar la disposició de la llar de foc. Al seu interior també hi ha una menjadora pels animals, armaris a la paret i un cocó o cadolla per tenir el càntir més fresc arran de terra. Fora de la cabana, adossat al contrafort, hi ha uns fogons per a fer el menjar. A la llinda hi veiem gravada la data de 1851.